# 반케
반케(万科, CHINA VANKE CO., LTD.)는 중국의 최대 부동산 회사중 하나이다. 대한민국 신문에서도 여러가지로 표기된다. 대표적인 표기는 '차이나반케', '차이나 방케', '중국 만과' 등이 있다.
반케의 2016년 7월 현재 회장은 왕시(王石)이다.
바오능 그룹이 적대적 M&A를 시도하고 있다. 그래서 현재 24% 정도의 반케 지분을 소유하고 있다.